# Мякеньковский сельский совет (Решетиловский район)
Мякеньковский сельский совет (укр. М'якеньківська сільська рада) — входит в состав
Решетиловского района
Полтавской области
Украины.
Административный центр сельского совета находится в 
с. Мякеньковка.

## Населённые пункты совета
- с. Мякеньковка
- с. Михновка
- с. Шрамки